# Massacre de Karantina
O Massacre de Karantina ocorreu durante a Guerra Civil Libanesa em 18 de janeiro de 1976.
Karantina estava estrategicamente situada em uma favela de Beirute, controlada por forças da Organização para a Libertação da Palestina (OLP), mas principalmente habitada por curdos e armênios, bem como alguns libaneses e palestinos muçulmanos. 
Karantina foi atacada por milícias cristãos-libaneses, resultando na morte de aproximadamente mil pessoas, a maioria muçulmanos. Os combates e assassinatos subsequentes envolveram também as proximidades do bairro Maslakh.
O massacre de Damour foi uma represália ao massacre de Karantina.

## Estimativas
- "Mais de mil pessoas, entre combatentes e civis, foram mortos."[2]
- "o massacre de 1 500 palestinos, xiitas e outros em Karantina e Maslakh, e a vingança e assassinatos de centenas de cristãos em Damour") Harris (p. 162)[3]
- "O número de vítimas passa de mil civis mortos".[4]
- "Até 1000 foram mortos".[5]